# 반다 일렉트릭스
반다 일렉트릭스(영어: Vanda Electrics)는 싱가포르의 스포츠카 메이커이다.